# Атіс-Монс (кантон)
Атіс-Монс (фр. Athis-Mons) — кантон у Франції, в департаменті Ессонн регіону Іль-де-Франс.

## Склад кантону
Кантон включає в себе 2 муніципалітети:
| Муніципалітет  | Площа | Населення, осіб | Рік  |
| -------------- | ----- | --------------- | ---- |
| Атіс-Монс      | 8,56  | 30462           | 2007 |
| Паре-В'єй-Пост | 6,14  | 7179            | 2007 |

## Консули кантону
| Період    | Консул         | Посада                                      |
| --------- | -------------- | ------------------------------------------- |
| 1985—1998 | René L'Helguen | Мер муніципалітету Атіс-Монс                |
| 1998—2011 | Patrice Sac    | Заступник голови з питань культури і спорту |

| Франція | Це незавершена стаття з географії Франції. Ви можете допомогти проєкту, виправивши або дописавши її. |